# Klavžar (priimek)
Klavžar je priimek v Sloveniji, ki ga je po podatkih Statističnega urada Republike Slovenije na dan 1. januarja 2010 uporabljalo 329 oseb.

## Znani nosilci priimka
- Aleš Klavžar, politik
- Boštjan Klavžar (*1980), smučarski tekač
- Brane Klavžar (*1955), narodnozabavni glasbenik, harmonikar
- Ernest Klavžar (1841—1920), časnikar, politik in publicist
- Julija Klavžar (*1997), igralka
- Karmen Klavžar, mag. socialne filozofije, svetovalka za področje otrok s posebnimi potrebami
- Mihael Klavžar, polkovnik SV, načelnik za preiskave letalskih nesreč in incidentov vojaških zrakoplovov
- Milton Klavžar (1876—1947), agronom (kmetijski strokovnjak)
- Monika Slemc Klavžar (*1994), slikarka, likovna umet.
- Rok Klavžar (*1991), hokejist
- Sandi Klavžar (*1962), matematik, univ. profesor
- Simon Klavžar, glasbenik tolkalist, prof. AG
- Stane Klavžar, pisatelj
- Urban Klavžar (*2004), košarkar
- Zora Klavžar (1878—1980), šolnica, ravnateljica I. ženske meščanske šole v Mariboru